# Mehmet Leblebi
Mehmet Leblebi (1908 - 25 de febrer de 1972) fou un futbolista turc de la dècada de 1920.
Fou 16 cops internacional amb la selecció turca.
Pel que fa a clubs, defensà els colors de Galatasaray SK durant tota la seva carrera.

## Gols internacionals
| #  | Data               | Seu                                   | Oponent  | Marcador | Resultat | Competició |
| -- | ------------------ | ------------------------------------- | -------- | -------- | -------- | ---------- |
| 1. | 10 d'abril de 1925 | Estadi de Taksim, Istanbul, Turquia   | Bulgària | 2-1      | 2-1      | Amistós    |
| 2. | 1 de maig de 1925  | Stadionul Romcomit, Bucarest, Romania | Romania  | 2-1      | 2-1      | Amistós    |

## Palmarès
- Galatasaray SK
  - Lliga d'Istanbul de futbol: 1924-25, 1925-26, 1926-27, 1928-29, 1930-31
  - Copa d'Istanbul de futbol: 1933